# Anatolijs Šmits
Anatolijs Šmits, també citat com a Anatols Šmits (2 de setembre de 1941 - 30 de gener de 1998), fou un mestre d'escacs letó.
Šmits fou un excel·lent entrenador d'escacs, i va entrenar per exemple Nona Gaprindaixvili pel seu matx pel Campionat del Món contra Nana Aleksàndria a Pitsunda/Tbilisi 1975, el qual va guanyar Nona Gaprindashvili. Per aquesta tasca, Smits va rebre un premi especial el 1975 de la Federació Georgiana d'Escacs.

## Resultats destacats en competició
Šmits va guanyar el campionat júnior de la Unió Soviètica el 1960, i fou dos cops campió de Letònia, el 1969 i el 1975 (ex aequo amb Jānis Klovāns). Va obtenir el segon lloc a la Copa de l'URSS el 1970 (després de David Bronstein).

### Participació en competicions per equips
Šmits va jugar, representant Letònia, en competicions soviètiques per equips:
- El 1960, al setè tauler al 7è Campionat soviètic per equips a Moscou (4,5 from 8);[6]
- El 1961, al setè tauler a la 3a Copa Soviètica per equips a Moscou (+2, =2, -1);[7]
- El 1967, al quart tauler al 10è Campionat soviètic per equips a Moscou (+3, =4, -2);[8]
- El 1969, al tercer tauler al 11è Campionat soviètic per equips a Grozni (5,5 from 8);[9]
- El 1972, al quart tauler al 12è Campionat soviètic per equips a Moscou (+2, =4, -1);[10]
- El 1975, al quart tauler al 13è Campionat soviètic per equips a Riga (+2, =3, -2).[11]